# Yorkshire Dales
Yorkshire Dales je chráněné území v severní Anglii o rozloze 1770 km², které bylo v roce 1954 vyhlášeno národním parkem. Větší část národního parku se nachází na území hrabství Severní Yorkshire, ale část se rozkládá i v hrabstvích Západní Yorkshire a Cumbria. Park se nachází 80 km severovýchodně od Manchesteru; severně od Leedsu a Bradfordu, východně od Kendalu a západně od Darlingtonu.
Na území parku, který ročně navštíví přes osm milionů návštěvníků, žije a pracuje více než 20 000 lidí. Oblast "Dales" nabízí návštěvníkům širokou škálu aktivit. Řada lidí sem chodí například na procházky nebo si zaběhat. Národním parkem prochází několik dálkových turistických tras včetně Pennine Way, Dales Way, Coast to Coast Path, vedoucí ze západního na východní pobřeží, a nejnovější národní trasy Pennine Bridleway. Parkem prochází také několik cyklostezek.
Národní park Yorkshire Dales má své vlastní muzeum nazvané "The Dales Countryside Museum", které je umístěno v přestavěné budově železniční stanice wensleydaleské dráhy v Hawesu na severu parku. V pěti větších městech, jež leží na území parku, jmenovitě v Aysgarthu Fallsu, Grassingtonu, Hawesu, Malhamu a Reethu, se nacházejí informační centra.

## Zajímavost
Děj série knih britského veterináře a spisovatele Jamese Herriota, v nichž zvěčnil mnoho komických příhod, které zažil během své veterinářské praxe, je umístěn právě do oblasti Dales.